# Darien Levani
Darien Levani (ur. 4 sierpnia 1982 we Fratarze) – albański prawnik i pisarz.

## Życiorys
Pracował jako redaktor w czasopiśmie internetowym Albania News.
Przeprowadził się do Ferrary. Za swoją twórczość otrzymał od rządu albańskiego tytuł Ambasador i Kombit.

## Twórczość
- Solo andata, grazie (2010)[3]
- Il Famoso Magico Qukapik (2011)[3]
- Poetët bëjnë dashuri ndryshe (2012)[3]
- Toringrad (2017)[1][2][4]
- Tavolo numero sette (2019)[1]

## Nagrody
- nagroda Nuto Revelli[1][2]
- nagroda Pietro Conti[1][5][2]
- Srebrne Pióro (alb. Penda e argjendtë; 2012)[6]
- nagroda Glauco Felici (2017)[1]